# Estación Andrés Vaccarezza
Andrés Vaccarezza es la estación ferroviaria de la ciudad de Alberti, Partido de Alberti, provincia de Buenos Aires, Argentina.
La estación corresponde al Ferrocarril Domingo Faustino Sarmiento de la red ferroviaria argentina y se ubica a 187 kilómetros de la estación Once.

## Servicios
Desde agosto de 2015 hasta mediados de 2019 no prestó servicios de pasajeros. El servicio de Trenes Argentinos Operadora Ferroviaria entre Once y Bragado cuenta con parada en esta estación

## Historia
La estación se inauguró el 25 de junio de 1877 con el nombre de Alberti. El 12 de diciembre de 1966 se le designó el nombre de Andrés Vaccarezza por orden de la Secretaría de Transporte de la Nación. El 10 de agosto de 2015 se suspende el servicio de pasajeros por daños en las vías producto de las inundaciones del Río Salado. El 23 de agosto de 2019 se restablece el servicio de pasajeros como estación intermedia del servicio  Once - Bragado.

### Toponimia
Debe su nombre a Andrés Vaccarezza, quien fuera el donante de las tierras en las cuales se levantó la estación.